# Варга, Золтан (футболист)
Зо́лтан Ва́рга (венг. Varga Zoltán; 1 января 1945, Вал — 9 апреля 2010, Будапешт) — венгерский футболист и тренер. Один из двух (наряду с Дежё Новаком) венгерских двукратных Олимпийских чемпионов (1964 и 1968 гг.)

## Биография
Золтан Варга начал свою футбольную карьеру в 1961 году венгерском клубе «Ференцварош», в клубе он провёл до 1968 год. Между 1964 и 1968 годами он сыграл 13 игр за сборную своей страны и вместе с венгерской командой стал победителем Олимпийских игр 1964 в Токио.
В 1968 году во время игры в Мексике он бежал из венгерской команды и в результате был приговорён к смертной казни, этот побег ему инкриминировали как побег из социалистической страны. Перебравшись в Бельгию, Золтан один год выступал за «Стандард» из города Льеж. Затем он переехал в ФРГ, где играл за берлинскую «Герту» с 1969 по 1972 год, и был одним из любимцем местных болельщиков. Сезон 1971/1972 в чемпионате ФРГ был ознаменован скандалом, в связи со сфальсифицированными матчами. Варга был причастен к тем событиям и был оштрафован на 15 000 немецких марок, и на него был наложен запрет на выступления в чемпионате ФРГ с 23 января 1972 года по 30 июня 1974 года.
В 1972 году Варга продолжил свою карьеру в шотландском «Абердине», в котором провёл один сезон 1972/1973. В 1973 году перешёл в нидерландский «Аякс», в котором провёл 12 матчей и забил два мяча. После истечения срока дисквалификации в ФРГ Варга перешёл в «Боруссию» из Дортмунда. В дортмундской команде Варга провёл два сезона, после которых отправился в австрийский «Аугсбург». Завершил игровую карьеру в 1977 году в бельгийском «Генте». С 1977 по 1983 год Золтан Варга исполнял обязанности играющего тренера в дортмундской «Боруссии». Позже тренировал несколько клубов из Германии. В 1997 году вернулся в Венгрию, где тренировал «Ференцварош», «Дунафер», «Диошдьёр» и «Дьёр». В 2003 года Золтан Варга занимал должность технического советника клуба «Дьёр».

## Достижения
Клубные
- Чемпион Венгрии: 1963, 1964, 1967, 1968
- Обладатель кубка Венгрии: 1965

Национальные
- Бронзовый призёр Чемпионата Европы 1964 года
- Олимпийский чемпион 1964 года